# Stefano Pirazzi
Stefano Pirazzi (ur. 11 marca 1987 w Alatri) – włoski kolarz szosowy, zawodnik grupy UCI Professional Continental Teams Bardiani-CSF.
Pirazzi znany jest z zamiłowania do ucieczek na etapach górskich lub pagórkowatych.
Od 2010 bierze udział we wszystkich kolejnych edycjach Giro d’Italia. W 2012 kilkakrotnie atakował na górskich odcinkach, meldując się w pierwszej dziesiątce na dwóch etapach. Aktywna jazda przyniosła mu 2. miejsce w klasyfikacji górskiej tego wyścigu. Największy dotychczas sukces odniósł dwa lata później, wygrywając etap w Giro.
Ma brata bliźniaka, Roberto, który także jest kolarzem.

## Najważniejsze osiągnięcia
- 2007
  - 1. miejsce na 3. etapie Giro delle Regioni
  - 1. miejsce na 4. etapie Volta a Lleida
- 2008
  - 3. miejsce na 3. etapie Tour de l’Avenir
- 2009
  - 3. miejsce w Trofeo Bastianelli
  - 1. miejsce w Trofeo Marini Silvano Cappelli
- 2011
  - 3. miejsce w Settimana Internazionale di Coppi e Bartali
    - 2. miejsce na 3. etapie

  - 1. miejsce w klasyfikacji górskiej Giro della Provincia di Reggio Calabria
  - 1. miejsce w klasyfikacji młodzieżowej Giro del Trentino
- 2012
  -  1. miejsce w klasyfikacji górskiej Tirreno-Adriático
  - 7. miejsce na 15. etapie Giro d’Italia
    - 2. miejsce w klasyfikacji górskiej
- 2013
  -  1. miejsce w klasyfikacji górskiej Giro d’Italia
  - 2. miejsce w mistrzostwach Włoch (jazda ind. na czas)
- 2014
  - 1. miejsce na 17. etapie Giro d’Italia
- 2015
  - 2. miejsce w Giro dell’Appennino